# Карелы (субэтнос финнов)
Каре́лы (фин. karjalaiset) — субэтническая группа финнов, проживающая в финской Карелии (административно — в провинциях Южная и Северная Карелия) и являющаяся потомками племени корела, территория проживания которых в XIII—XVII веках перешла под власть Швеции, и потомками карельских переселенцев с территорий, отошедших СССР по итогам Зимней войны.

## История
Выделение финских карел в особую субэтническую группу достоверно можно проследить лишь с конца XIII века, когда западная часть племенной территории корелы была захвачена шведскими рыцарями. До этого времени племя упоминается в исторических источниках как единое, в том числе в сообщениях о крещении карел в 1227 году князем Ярославом Всеволодовичем.
В 1323 году Ореховецким договором между Новгородской республикой и Швецией официально оформляется разделение единого прежде этнического массива корелы — граница прошла в меридиональном направлении от побережья Финского залива (устья реки Сестры) до побережья Ботнического залива. Карельские роды, оказавшиеся на шведской территории, сразу же стали испытывать этнический и религиозный гнёт: в массовом порядке они были обращены в католичество (которое в XVII веке, как и во всей Швеции, сменилось лютеранством). В то же время, несмотря на сближение с собственно финнами (потомками племён Сумь и Емь), эти шведские карелы сохраняли значительное этническое и языковое своеобразие до начала XX века, а также самоназвание вплоть до настоящего времени.
На рубеже XVI—XVII веков в результате серии войн карельское население Швеции увеличилось — к карелам-католикам присоединились жители отторгнутых от России восточной части Карельского перешейка и Северного Приладожья, в основном исповедовавшие православие. За XVII век, наполненный притеснениями по религиозному признаку, довольно значительное количество последних переселилось в пределы Руси, образовав самобытный субэтнос тверских карел, но оставшиеся были в основном обращены в победившее в Швеции лютеранство, и лишь небольшое их количество имело возможность исповедовать прежнюю религию (в основном — в восточных погостах бывшего Корельского уезда).
Возвращения отторгнутых земель России в 1721 году уже не исправило этнической картины края — на Карельском перешейке продолжали жить уже сильно финнизированные карелы-лютеране, в Северном Приладожье ещё сохранялись очаги православия и исконно карельской культуры. Такой статус-кво сохранялся до второй половины XIX века, когда в Великом княжестве Финляндском начался процесс так называемого национального возрождения, связанного с подъёмом финского самосознания. Этот процесс сопровождался довольно быстрой финнизацией национальных меньшинств, в том числе карелов, и образованием единой финской народности. В это время большинство карел на территории Финляндии переходят на финский язык общения.
До начала Второй мировой войны наиболее крупным районом компактного проживания финляндских карел оставалась т. н. Пограничная Карелия (фин. Raja-Karjala), к которой в Финляндии относили шесть волостей северо-восточного Приладожья: Импилахти, Корписелькя, Салми, Соанлахти, Суйстамо и Суоярви. Православные вплоть до 1940 года составляли здесь до двух третей населения. В этом регионе было сосредоточено свыше половины православного населения Финляндии.
В 1940 году районы проживания финских карел отходят по Московскому договору к Советскому Союзу. Всё население этих районов, финны и карелы (в том числе православные), эвакуируется вглубь Финляндии. Расселение и без того финнизированных карел среди финнов ускоряет процесс ассимиляции. Кратковременное возвращение карел в родные земли в 1941—1944 годах не оказало на этот процесс никакого влияния. В настоящее время финских карел от непосредственно финнов отличает лишь субэтническое самоназвание и ряд малозначительных культурных особенностей; знание карельского языка и православную религию сохраняют лишь незначительное число карел.

## Современность

### Расселение и численность
В настоящее время финские карелы в основном расселены в провинциях Северная и Южная Карелия, расположенных на востоке Финляндии, и составляют там большинство населения. Кроме того, переселенцы с Карельского перешейка и из Северного Приладожья, переданных Советскому Союзу, живут и в других провинциях страны. Поэтому точную численность карелов определить довольно сложно, но по приблизительным оценкам главы «Карельского союза» Маркку Лаукканена, при учёте населения финской Карелии, а также переселенцев с востока, имеющих карельские корни, к финским карелам можно отнести до 2 млн граждан Финляндии.

### Язык и культура
Абсолютное большинство этнических карел Финляндии в настоящее время говорит на восточных диалекта финского языка и не знает карельского. Лишь около 5 тысяч переселенцев из Северного Приладожья, из восточной его части, граничившей с русской Карелией, сохраняют родной язык, около 20 тысяч не говорят, но понимают его. Как правило это 2 диалекта карельского языка. Переселенцы из районов Салми и частично Суйстамо сохраняют ливвиковский диалект, бывшие жители Суоярви, Суйстамо, Корписельки, деревень восточнее Иломантси, Импилахти имеют собственное наречие. Карельский язык не имел в Финляндии особого статуса (как, например, саамский язык), его сохранением занимаются лишь карельские общины страны. Тем не менее в Финляндии карельский язык был официально признан языком — а не диалектом финского языка — только в 2009 году, когда указом президента (указ вступил в силу 4.12.2009), карельский стал нетерриториальным языком национального меньшинства Финляндии, в соответствии с Европейской хартией региональных языков или языков меньшинств.
Карельская культура используется как туристическая изюминка восточной Финляндии, там устраиваются карельские праздники, в меню ресторанов и кафе представлены блюда карельской кухни, строятся здания в карельских традициях зодчества (например, усадьба Бомба в общине Нурмес, являющаяся восстановленным домом карела Егора Бомбина, построенного в середине XIX века под Суоярви).

### «Карельский союз»

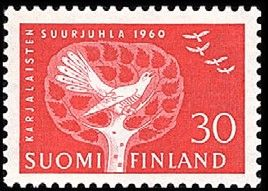
Почтовая марка Финляндии, посвящённая карельскому фестивалю 1960 года

Главной общественной организацией финских карел является «Карельский союз», созданный после утраты Финляндией своих восточных территорий в 1940 году. Первое время он занимался расселением карельских переселенцев, помощью им по обустройству на новом месте. В настоящее время он включает около 450 карельских организаций, занимается сохранением культурного своеобразия финских карел, организует языковые курсы, праздники, вечера памяти.